# Deel.
Deel. — частная компания, которая занимается наймом, расчетом заработной платы и соблюдением нормативных требований для компаний, нанимающих иностранных сотрудников и подрядчиков.. Находится в Сан-Франциско, Калифорния. В апреле 2021 года компания сообщила о 120 сотрудниках. Компания работает полностью удалённо.

## История
Компания Deel была основана в 2018 году Алексом Буазизом и Шуо Ван, которые познакомились во время учёбы в Массачусетском технологическом институте в 2013 году.
Deel вошла в стартап-акселератор Y Combinator в 2019 году. Его первоначальный продукт позволял компаниям нанимать только подрядчиков.
В мае 2020 года венчурная компания Andreessen Horowitz возглавила раунд серии A на сумму 14 миллионов долларов.
В сентябре 2020 года компания привлекла дополнительные 48 миллионов долларов в рамках серии B под руководством Spark Capital.
В апреле 2021 года Deel привлёк $156 млн в раунде серии C, став единорогом. Инвестиции возглавили YC Continuity Fund Y Combinator, Andreessen Horowitz и Spark Capital.
В августе 2021 года за нераскрытую сумму компания приобрела Zeitgold, немецкого поставщика автоматизации расчёта заработной платы.

## Услуги
Deel предлагает компаниям центральную платформу для найма сотрудников и независимых подрядчиков, находящихся удалённо. Deel нанимает сотрудников через свою местную организацию от имени компании, выступая в качестве зарегистрированного работодателя и следит за соблюдением трудового законодательства в каждой стране. Компания обрабатывает международную платежную ведомость с рядом вариантов вывода средств в нескольких валютах, включая Coinbase, PayPal, Payoneer, Revolut и банковский перевод. Deel помогает создавать контракты, соответствующие местному трудовому законодательству, с использованием локализованных шаблонов. Компания заключила партнерское соглашение с правительством Объединённых Арабских Эмиратов, чтобы ускорить выдачу виз иностранным рабочим.